# 茅山镇 (句容市)
茅山镇，是中华人民共和国江苏省鎮江市句容市下辖的一个乡镇级行政单位。

## 行政区划
茅山镇下辖以下地区：
春城社区、城盖村、东霞村、袁相村、前陵村、永兴村、何庄村、长城村、丁庄村、丁家边村和蔡门村。